# Nordasien
Nordasien er en region i Asien. Den består af Sibirien og Russisk Fjernøsten – området øst for Uralbjergene.

## Demografi
De fleste anslår, at der findes omkring 38 millioner russere, der lever øst for Uralbjergene. Sibiriens oprindelige beboere er nu et mindretal i Nordasien. Ifølge tal fra russiske folketællinger udgør de omkring 10% af regionens befolkning. Store etniske minoritetsgrupper i Sibirien er jakutere og burjatere med henholdsvis 478.000 og 461.000 (i 2010). Også etniske tyskere (volgatyskere) lever i regionen med cirka 400.000 mennesker.